# Sillago robusta
Sillago robusta es una especie de peces de la familia Sillaginidae en el orden de los Perciformes.

## Morfología
Los machos pueden llegar alcanzar los 30 cm de longitud total.

## Distribución geográfica
Es un endemismo de Australia.